# Ivoren Kruis
Het Ivoren Kruis is een Nederlandse organisatie die zich richt op het bevorderen van de mondgezondheid en het voorkomen van tandheelkundige aandoeningen. Het Ivoren Kruis werd in 1910 opgericht en is sindsdien uitgegroeid tot een toonaangevende vereniging op het gebied van mondgezondheidspreventie. De vereniging telt ongeveer 2.500 leden, voornamelijk tandartsen, mondhygiënisten en andere mondzorgprofessionals. Het Ivoren Kruis is vooral bekend om zijn preventieve programma’s en voorlichtingsactiviteiten, zoals Gewoon Gaaf! en Hou je mond gezond!

## Geschiedenis
Het Ivoren Kruis werd op 10 maart 1910 opgericht door een groep Rotterdamse tandartsen onder de naam Nederlandse Vereeniging tot Bestrijding van het Tandbederf. In 1933 kreeg de vereniging haar huidige naam Het Ivoren Kruis, als verwijzing naar “ivoor” (symbool voor tanden) en naar het kruis als teken voor gezondheidsorganisaties.
In de loop van de 20e eeuw heeft Het Ivoren Kruis bijgedragen aan de promotie van tandenpoetsen, het gebruik van fluoride en de preventie van tandbederf. Het introduceerde voorlichtingsprogramma's voor scholen en tandartspraktijken en werkte samen met beleidsmakers aan verbeteringen in de mondzorg.

## Missie en visie
Het Ivoren Kruis heeft als missie "Een gezonde mond voor elke Nederlander". De vereniging profileert zich als kenniscentrum op het gebied van mondgezondheidspreventie en vertaalt wetenschappelijke inzichten naar praktijkgerichte adviezen. De focus licht voornamelijk op preventie.

## Activiteiten en programma's
Het Ivoren Kruis ontwikkelt en ondersteunt verschillende initiatieven gericht op mondgezondheid, waaronder:
- Gewoon Gaaf! is een preventieprogramma voor kinderen van 0 tot 18 jaar, gericht op gepersonaliseerde mondzorg en preventie van cariës.

- Hou je mond gezond! is een onderwijsproject voor basisscholen waarin kinderen en leerkrachten leren over het belang van mondgezondheid.

- (H)oud je mond gezond! is een programma gericht op het verbeteren van mondzorg in verzorgings- en verpleeghuizen door het trainen van zorgpersoneel.

- Adopteer een glimlach! is een programma waarbij tandartspraktijken kosteloos mondzorg middelenbieden aan mensen met een kleine portemonnee. Dit gebeurt in samenwerking met lokale voedselbanken.

## Cariës en parodontitis
Het Ivoren Kruis ziet cariës en parodontitis als belangrijke, maar grotendeels te voorkomen mondaandoeningen.
Cariës (tandbederf) ontstaat wanneer tandplaque niet goed wordt verwijderd en suikers in de voeding worden omgezet in zuren die het glazuur aantasten. Parodontitis is een ontsteking van het tandvlees en het kaakbot, veroorzaakt door langdurige aanwezigheid van plaque en tandsteen. Beide aandoeningen kunnen leiden tot pijn, verlies van tanden en impact op de algemene gezondheid.
Het Ivoren Kruis benadrukt in haar communicatie en programma’s dat cariës een ziekte is – en geen onschuldig gaatje. Deze visie helpt bij het doorbreken van het idee dat gaatjes 'erbij horen', en bevordert een actieve aanpak van preventie door goede mondverzorging, voedingsadvies en regelmatige controles.

## Dr. Carl Witthaus Medaille
De Dr. Carl Witthaus Medaille is een prestigieuze onderscheiding die door Het Ivoren Kruis wordt uitgereikt aan personen die een uitzonderlijke bijdrage hebben geleverd aan de preventieve mondzorg. Deze medaille wordt toegekend als erkenning voor baanbrekend werk in tandheelkundige preventie, onderwijs en voorlichting.

## Lidmaatschap
Het lidmaatschap van Het Ivoren Kruis staat open voor professionals in de mondzorg, zoals tandartsen en mondhygiënisten, evenals studenten. Leden krijgen toegang tot wetenschappelijk onderbouwd voorlichtingsmateriaal, cursussen en congressen.

## Partners en samenwerking
Het Ivoren Kruis werkt samen met diverse partners in preventie, waaronder:
- Beroepsorganisaties zoals de KNMT en de Nederlandse Vereniging van Mondhygiënisten (NVM).
- Verschillende bedrijven, waaronder XyliFresh, Elmex Oral-B, Haleon en Colgate.